# Ambla kommun
Ambla vald är en kommun i Estland.   Den ligger i landskapet Järvamaa, i den centrala delen av landet, 70 km sydost om huvudstaden Tallinn.
Följande samhällen finns i Ambla vald:
- Aravete
- Koigi
- Ambla
- Käravete
- Jõgisoo
- Roosna